# Ијан Хенкок
Ијан Френсис Хенкок ОБЕ (ромски: Yanko le Redžosko; рођен 29. августа 1942) је лингвиста, ромски научник и политички заговорник. Рођен је и одрастао у Енглеској и један је од главних сарадника у области ромских студија.
Директор је Програма ромских студија и Ромског архивског и документационог центра на Универзитету Тексас у Остину, гдје је професор енглеског језика, лингвистике и азијских студија од 1972. Представљао је ромски народ у Уједињеним нацијама и био је члан америчког Меморијалног савета Холокауста под председником Билом Клинтоном, који, како тврди Хенкок, има ромско порекло.
Такође је представљао ромски народ на додјели награде Рафто 1997. године

## Младост
Хенкок је рођен у Лондону 1942 године.Касних 1960-их, постао је активиста за права Рома након што је прочитао извјештаје о антиромској дискриминацији у Британији. Конкретно, он се заузео за права Рома након што је прочитао о инциденту у којем је троје ромске дјеце погинуло у пожару изазваном лампом након што су полицајци, који су ухапсили њихове родитеље, покушали да користе булдожер да насилно уклоне њихов караван док су још били унутра. Године 1971. дипломирао је са докторатом лингвистику на Универзитету у Лондону

## Ромске студије
Ханцоцк је објавио више од 300 књига и чланака о ромском народу и језику (нарочито о влашком дијалекту). Ови радови анализирају ромски народ не само кроз ромску лингвистику већ и кроз историју, антропологију и генетику. Такође се појавио у документарцу  American Gypsy. Тренутно пише књигу под називом О ромском пореклу и идентитету (On Romani Origins and Identity).
Хенкок подржава неке ставове Ралфа Лилија Тарнера о историји Рома заснованих на ромском језику. Конкретно, Хенкок се слаже да је Дом напустио Индију много раније од ромског народа, односно прије 1000. године нове ере. У ствари, он тврди да су индијски музичари који се помињу у Шах-Намеху и атсингани који се помињу у Житију Светог Георгија Анхорета, за које се раније вјеровало да су преци ромског народа, можда били преци Домари, али не и Роми. Он сматра могућим да се Лом одвоји од ромског народа на доласку до Јерменије.
Супротно популарном мишљењу да Роми потичу од Индијанаца ниже касте који су своја занимања донијели у Европу, он тврди да Роми потичу од индијских ратних заробљеника Махмуда од Газнија. Као доказ, он указује на присуство индијских ријечи посебно војног поријекла и на бањарску усмену легенду која говори о Раџпутима који су напустили Индију преко Хималаја током инвазије Газнавида и никада се нису вратили.
Он такође вјерује да ромски језик потиче из језика коине, који он назива „рајпутским“, између многих индијских језика којима говоре ратни заробљеници. Стога га сматра сличним неколико других индијских језика, посебно хиндустанског.Што се тиче историје Рома, он указује на „паријин синдром“ кроз вријеме и простор, који је кулминирао покушајем геноцида од стране нацистичких власти који је био истовремен са геноцидом над Јеврејима и дио истог пројекта Коначно рјешење јеврејског и циганског проблема.

## Студије креолског језика
Хенкок је познат у области лингвистике, посебно у области пиџинског и креолског језика, као и у свијету ромских студија и ромског друштвеног активизма. Поред истраживања језика Крио у Сијера Леонеу, проучавао је језик Гула, приморске Јужне Каролине и Џорџије, и афросеминолски креолски језик, којим говори заједница потомака црних Семинола у Брекетвилу у Тексасу. Хенкок је био први научник који је извјестио о афросеминолском креолском језику. Касније је идентификовао другу врсту тог језика који се говори међу потомцима црних семинола у селу Ел Нацимијенто у мексичкој држави Коауила, гдје су се њихови преци населили 1850. Он тврди да су афросеминолски креолски и гула блиско сродни језици , јер су Црни Семиноли потицали првенствено од народа Гула из Ниске земље Јужне Каролине и Џорџије.Хенкок је препознат као један од оснивача области пиџине и креолске лингвистике. Такође је извршио опсежна истраживања о креолским језицима заснованим на енглеском језику који се говоре у западној Африци и Западној Индији. Посебно је познат по својим погледима на историјски развој ових језика.Он тврди да сви пиџини и креоли са енглеског поријекла који се говоре у региону атлантског басена, како у западној Африци тако и на Карибима, припадају једној језичкој породици, коју он назива Атлантски креоли са седиштем на енглеском. Он тврди да се сви они могу пратити уназад до онога што он назива креолским енглеским на обали Гвинеје, који је настао дуж западноафричке обале у 17. и 18. вијеку, као језик трговине у атлантској трговини робљем. Он каже да се креолски енглески на обали Гвинеје говорио у базама за трговину робљем на обали као што су острво Џејмс, острво Банс и замак Елмина, гдје су га потомци британских трговаца робљем и њихове афричке жене користили као свој матерњи језик.Хенкок каже да је креолски енглески на обали Гвинеје на крају довео до појаве пиџина и креолског језика који се данас говоре у западној Африци, као што су аку језик у Гамбији, Сијера Леоне Крио, нигеријски пиџин енглески и камерунски пиџин енглески. Он такође тврди да су неки од Африканаца који су одведени као робови у Нови свијет већ говорили креолски енглески на обали Гвинеје у Африци. Њихов креолски говор утицао је на развој креолских језика који се данас говоре на америчкој страни Атлантика, као што су гула, афро-семинолски креолски, бахамски дијалект, јамајчански креолски, белизејски криол, гвајански креолски и сранан тонго у Суринаму.Хенкокови ставови о везама између атлантских креолских језика су контроверзни. Снажне сличности међу овим језицима су неспорне, али многи лингвисти радије објашњавају сличности конвергенцијом, а не историјским односима. Други научници тврде да су оба фактора играла улогу у формирању језика. Дерек Бикертон и неки други лингвисти прихватају теорију која приписује креолске сличности (које се протежу на креолске у Индијском океану и хавајски креолски) урођеном „биопрограму“ за језик који се појављује под условима који су уобичајени за већину креолских заједница.